# Mikebuda, Pesta
Mikebuda  este un sat în districtul Cegléd, județul Pesta, Ungaria, având o populație de 685 de locuitori (2011). 

## Demografie
Componența etnică a satului Mikebuda
     Maghiari (99,13%)
     Germani (0,87%)
Componența confesională a satului Mikebuda
     Romano-catolici (42,63%)
     Fără religie (14,01%)
     Reformați (9,49%)
     Luterani (7,01%)
     Greco-catolici (1,17%)
     Necunoscută (24,96%)
     Atei (0,73%)
     Alte religii (2,19%)
Conform recensământului din 2011, satul Mikebuda avea 685 de locuitori. Din punct de vedere etnic, majoritatea locuitorilor (99,13%) erau maghiari. Nu există o religie majoritară, locuitorii fiind romano-catolici (42,63%), persoane fără religie (14,01%), reformați (9,49%), luterani (7,01%) și greco-catolici (1,17%). Pentru 24,96% din locuitori nu este cunoscută apartenența confesională.